# Laurence Stoddard
Laurence Ralph Stoddard –conocido como Chick Stoddard– (Nueva York, 22 de diciembre de 1903-Bridgeport, 26 de enero de 1997) fue un deportista estadounidense que compitió en remo como timonel. Participó en los Juegos Olímpicos de París 1924, obteniendo una medalla de oro en la prueba de ocho con timonel.

## Palmarés internacional
| Juegos Olímpicos | Juegos Olímpicos | Juegos Olímpicos | Juegos Olímpicos |
| Año              | Lugar            | Medalla          | Prueba           |
| ---------------- | ---------------- | ---------------- | ---------------- |
| 1924             | París (Francia)  | Medalla de oro   | Ocho con timonel |